# Code de déontologie
Un code de déontologie régit un mode d'exercice d'une profession (déontologie professionnelle) ou d'une activité en vue du respect d'une éthique. C'est un ensemble de droits et devoirs qui régissent une profession, la conduite de ceux qui l'exercent, les rapports entre ceux-ci et leurs clients ou le public. Il permet de lutter contre la corruption.
En effet, la déontologie (du grec deon, -ontos, ce qu'il faut faire, et logos, discours) est le propos moral qui traite des devoirs à remplir.

## Origine du terme
C'est en 1825 que le mot « déontologie » apparaît pour la première fois en langue française, dans la traduction de l'ouvrage du philosophe utilitariste anglais Jeremy Bentham intitulée l'Essai sur la nomenclature et la classification des principales branches d'Art et Science. Il écrit : « L'éthique a reçu le nom plus expressif de déontologie ».

## Droit par pays

### Canada

#### Québec
Au Québec, chaque ordre professionnel régi par le Code des professions a son propre Code de déontologie. À titre d'exemples, on peut mentionner le Code de déontologie des avocats, le Code de déontologie des médecins, le Code de déontologie des ingénieurs, le Code de déontologie des traducteurs, le Code de déontologie des psychologues.
Dans le cas des professions d'exercice exclusif (art. 32 du Code des professions ), le Code de déontologie a comme loi habilitante la loi constituant l'ordre professionnel, tel que la Loi sur le Barreau pour l'ordre des avocats et la Loi médicale pour le Collège des médecins. Dans le cas des professions à titre réservé (art. 35 du Code des professions), la loi habilitante du Code de déontologie est plutôt le Code des professions lui-même.

### États-Unis
Le gouvernement fédéral américain a édicté des règles générales d'éthique, qui sont l'aboutissement d'un processus initié au milieu des années 1980. Ces règles générales sont les « federal sentencing guidelines ». Elles ont une valeur juridique. Les codes de déontologie doivent se conformer à ces règles dans une logique de conformité (« compliance »).

### France
Les codes de déontologie suivants sont en vigueur dans l'ordre juridique français :
- code de déontologie des pharmaciens ;
- Code de déontologie du service public pénitentiaire ;
- code de déontologie médicale ;
- code de déontologie des activités privées de sécurité ;
- code de déontologie des agents de police municipale ;
- code de déontologie des architectes ;
- code de déontologie des avocats : le Règlement Intérieur National ou RIN ;
- code de déontologie de la profession de commissaire aux comptes ;
- code de déontologie de la police nationale ;
- code de déontologie des professionnels de l'expertise-comptable.
- code de déontologie des infirmiers

## Organisations internationales

### Europe

#### Code de déontologie des professionnels de l’information et des documentalistes européens
La plupart des associations professionnelles ont rédigé leur code déontologique.
L’exemple du European Council for Information Associations (ECIA) est celui le plus souvent cité.